# ديفيد ك. روسو
ديفيد ك. روسو (بالإنجليزية: David C. Russo)‏ هو محامي وسياسي أمريكي، ولد في 8 أكتوبر 1953 في جيرسي سيتي في الولايات المتحدة. حزبياً، نشط في الحزب الجمهوري. وقد انتخب عضو جمعية نيوجيرسي العامة.